# Chiesa della Compagnia del Corpus Domini (Castiglione della Pescaia)
La chiesa della Compagnia del Corpus Domini era un luogo di culto cattolico situato nel centro storico di Castiglione della Pescaia.
L'edificio religioso fu fatto costruire in epoca tardorinascimentale per poter officiare preghiere e funzioni religiose per i malati e i più bisognosi. Importante punto di riferimento cittadino, diede impulso nel Seicento alla costruzione del Palazzo dello Spedale, che fu edificato nei pressi di questa preesistente chiesa: da allora, la struttura religiosa e quella assistenziale svolsero attività complementari. Contemporaneamente alla costruzione dello spedale, gli interni del luogo di culto furono decorati con pitture e affreschi di gusto barocco. L'edificio religioso continuò ad officiare fino al tardo Settecento; nel 1786 fu dismesso seguendo il destino di molte altre chiese del territorio.
Della chiesa della Compagnia del Corpus Domini sono state perse completamente le tracce. La sua esistenza e la sua storia sono documentate in varie mappe e in alcuni libri d'epoca, grazie ai quali è stato possibile identificare il luogo della sua ubicazione presso lo spedale, a cui era collegata.